# Lyctus patagonicus
Lyctus patagonicus là một loài bọ cánh cứng trong họ Bostrichidae. Loài này được Santoro miêu tả khoa học năm 1960.